# УЛЕБ
УЛЕБ — сокращение от французского Union des Ligues Européennes de Basket-Ball, была организована в 1991 году для помощи в организации и развитии европейских профессиональных баскетбольных лиг. В состав УЛЕБ входят 15 баскетбольных лиг. Под эгидой УЛЕБ проходят розыгрыши Евролиги и Кубка Европы. Штаб-квартира находится в Барселоне, Испания.

## История
- 1991 год — 25 июня в Риме (Италия) УЛЕБ создают баскетбольные ассоциации Италии, Испании и Франции
- 1996 год — к ним присоединились баскетбольные ассоциации Греции и Португалии
- 1999 год — в УЛЕБ вошли баскетбольные лиги Бельгии, Великобритании и Швейцарии
- 2000 год — ведущие баскетбольные клубы Европы решили проводить турниры под названием «Евролига», до этого проводившиеся баскетбольной ассоциацией ФИБА
- 2001 год — Германия, Нидерланды и Польша
- 2002 год — присоединение «Адриатической Лиги» (в которую входили тогда клубы из Словении, Хорватии, Боснии-Герцеговины, Югославии) и Австрии
- 2003 год — Литва
- 2004 год — Чешская Республика
- 2005 год — лига Израиля
- 2011 год — Профессиональная баскетбольная лига (Россия)

С момента основания УЛЕБ руководили два директора:
- с сентября 1991 года по март 1998 года — Джан Луиджи Порелли (итал. Gian Luigi Porelli)
- с марта 1998 года по н.в. Эдуардо Портела (исп. Eduardo Portela), президент испанской лиги ACB